# Union (condado de Burnett, Wisconsin)
Union es un pueblo ubicado en el condado de Burnett en el estado estadounidense de Wisconsin. En el Censo de 2010 tenía una población de 340 habitantes y una densidad poblacional de 3,47 personas por km².

## Geografía
Union se encuentra ubicado en las coordenadas 45°56′36″N 92°28′47″O / 45.94333, -92.47972. Según la Oficina del Censo de los Estados Unidos, Union tiene una superficie total de 98.04 km², de la cual 90.14 km² corresponden a tierra firme y (8.06%) 7.9 km² es agua.

## Demografía
Según el censo de 2010, había 340 personas residiendo en Union. La densidad de población era de 3,47 hab./km². De los 340 habitantes, Union estaba compuesto por el 92.65% blancos, el 0% eran afroamericanos, el 3.53% eran amerindios, el 0.29% eran asiáticos, el 0% eran isleños del Pacífico, el 0% eran de otras razas y el 3.53% pertenecían a dos o más razas. Del total de la población el 0% eran hispanos o latinos de cualquier raza.